# Réaction d'addition

Addition de dichlore sur l'éthylène

Une réaction d'addition est un type de réaction organique où au moins deux molécules se combinent pour en former une autre, plus grande,. Les réactions d'addition sont conditionnées par la possession par les composés chimiques concernés de liaisons multiples, les éventuelles liaisons triples devenant des liaisons doubles ou simples, les liaisons doubles devenant des liaisons simples.
Cette réaction est l'inverse des réactions d'élimination, formant parfois avec ces dernières un couple, comme c'est le cas pour l'hydratation d'un alcène en alcool (chimie) (addition), et la déshydratation d'un alcool en alcène (élimination).
Ces réactions ont lieu entre des hydrocarbures insaturés (alcène, alcyne), des dérivés d'acide carboxylique (esters, amides, halogénures d'acyle, anhydrides d'acide, etc.), des composés carbonylés (aldéhydes, cétones) ou des imines qui vont donc perdre une liaison multiple, et une molécule symétrique (dihydrogène H-H, dihalogène X-X) ou asymétrique (halogénure d'hydrogène H-X, eau HO-H) qui va être scindée en deux, chaque partie étant additionnée sur un des atomes formant la liaison multiple.
On rencontre aussi des réactions d'addition dans les processus de polymérisation où elles sont appelées polyadditions.

## Types d'additions
Il existe deux grands types d'additions polaires, l'addition électrophile et l'addition nucléophile, et une de type d'addition apolaire, l'addition radicalaire.

Principaux types d'additions. De haut en bas : addition électrophile sur un alcène, addition nucléophile sur un carbonyle, et addition radicalaire d'un halogénure sur un alcène.

## Exemples

### Sur les hydrocarbures insaturés
- Addition de dihydrogène sur un alcyne. Les réactions d'addition de dihydrogène sont aussi appelées hydrogénation. On utilise en général pour ces réactions un catalyseur, ici un catalyseur hétérogène, le palladium sur carbone (Pd/C).

- Addition de chlorure d'hydrogène sur un alcène

### Sur les composés carbonylés (acétalisation)
Les aldéhydes et les cétones peuvent réagir avec les alcools par une réaction catalysée par les acides appelés acétalisation; par une première réaction d'addition, ils forment un hémiacétal, et si le composé réagit une seconde fois avec une autre molécule d'alcool, ils forment alors un acétal ou cétal (selon le composé initial), avec cette fois élimination d'une molécule d'eau.

## Réactions d'addition-élimination
Une réaction d'addition-élimination est une réaction constituée d'une réaction d'addition, suivie d'une réaction d'élimination. Il s'agit la plupart du temps d'additions nucléophiles  sur des composés carbonylés et est appelée substitution nucléophile d'acyle.
On rencontre aussi ce type de réaction pour les amines aliphatiques transformée en imine  ou les amines aromatiques transformées en base de Schiff par une alkylimino-dé-oxo-bisubstitution. L'hydrolyse d'un nitrile en acide carboxylique est aussi une forme d'addition-élimination.